# Censo dos Estados Unidos de 1800
O Censo dos Estados Unidos de 1800 foi o segundo censo realizado nos Estados Unidos. Foi realizado em 4 de agosto de 1800.
Mostrou que 5.308.483 pessoas viviam nos Estados Unidos, dos quais 893.602 eram escravos. O censo de 1800 incluiu o novo Distrito de Columbia. O censo para os seguintes estados foi perdido: Geórgia, Kentucky, Nova Jérsia, Tennessee e Virgínia.

## População por estado
| Ranking | Estado               | População |
| ------- | -------------------- | --------- |
| 01      | Virgínia             | 807,557   |
| 02      | Pensilvânia          | 602,545   |
| 03      | Nova Iorque          | 586,050   |
| 04      | Carolina do Norte    | 478,103   |
| 05      | Massachusetts        | 422,845   |
| 06      | Carolina do Sul      | 345,591   |
| 07      | Maryland             | 341,548   |
| 08      | Connecticut          | 251,002   |
| 09      | Kentucky             | 220,959   |
| 10      | Nova Jérsia          | 211,149   |
| 11      | Nova Hampshire       | 183,858   |
| 12      | Geórgia              | 162,686   |
| 13      | Vermont              | 154,465   |
| X       | Maine                | 151,719   |
| 14      | Tennessee            | 105,602   |
| X       | Virgínia Ocidental   | 78,592    |
| 15      | Rhode Island         | 69,122    |
| 16      | Delaware             | 64,273    |
| X       | Ohio                 | 42,159    |
| X       | Distrito de Columbia | 8,144     |
| X       | Mississippi          | 7,600     |
| X       | Michigan             | 3,757     |
| X       | Indiana              | 2,632     |
| X       | Illinois             | 2,458     |
| X       | Alabama              | 1,250     |

## População por cidade
| Ranking | Cidade             | Estado               | População | Região   |
| ------- | ------------------ | -------------------- | --------- | -------- |
| 01      | Nova Iorque        | Nova Iorque          | 60,515    | Nordeste |
| 02      | Filadélfia         | Pensilvânia          | 41,220    | Nordeste |
| 03      | Baltimore          | Maryland             | 26,514    | Sul      |
| 04      | Boston             | Massachusetts        | 24,937    | Nordeste |
| 05      | Charleston         | Carolina do Sul      | 18,824    | Sul      |
| 06      | Northern Liberties | Pensilvânia          | 10,718    | Nordeste |
| 07      | Southwark          | Pensilvânia          | 9,621     | Nordeste |
| 08      | Salem              | Massachusetts        | 9,457     | Nordeste |
| 09      | Providence         | Rhode Island         | 7,614     | Nordeste |
| 10      | Norfolk            | Virgínia             | 6,926     | Sul      |
| 11      | Newport            | Rhode Island         | 6,739     | Nordeste |
| 12      | Newburyport        | Massachusetts        | 5,946     | Nordeste |
| 13      | Richmond           | Virgínia             | 5,737     | Sul      |
| 14      | Sherburne          | Massachusetts        | 5,617     | Nordeste |
| 15      | Portsmouth         | Nova Hampshire       | 5,339     | Nordeste |
| 16      | Gloucester         | Massachusetts        | 5,313     | Nordeste |
| 17      | Albany             | Nova Iorque          | 5,289     | Nordeste |
| 17      | Schenectady        | Nova Iorque          | 5,211     | Nordeste |
| 19      | Marblehead         | Massachusetts        | 5,661     | Nordeste |
| 20      | New London         | Connecticut          | 5,150     | Nordeste |
| 21      | Savannah           | Geórgia              | 5,146     | Sul      |
| 22      | Alexandria         | Distrito de Columbia | 4,971     | Sul      |
| 23      | Middleborough      | Massachusetts        | 4,458     | Nordeste |
| 24      | New Bedford        | Massachusetts        | 4,361     | Nordeste |
| 25      | Lancaster          | Pensilvânia          | 4,292     | Nordeste |
| 26      | New Haven          | Connecticut          | 4,049     | Nordeste |
| 27      | Portland           | Maine                | 3,704     | Nordeste |
| 28      | Hudson             | Nova Iorque          | 3,664     | Nordeste |
| 29      | Hartford           | Connecticut          | 3,523     | Nordeste |
| 30      | Petersburg         | Virgínia             | 3,521     | Sul      |
| 31      | Washington         | Distrito de Columbia | 3,210     | Sul      |
| 32      | Georgetown         | Distrito de Columbia | 2,993     | Sul      |
| 33      | York               | Pensilvânia          | 2,503     | Nordeste |